# Gunnar Colliander
Johan Gunnar Esaias Colliander, född den 3 december 1878 i Södra Solberga församling, Jönköpings län, död den 31 januari 1945 i Färlövs församling, Kristianstads län, var en svensk präst. Han var far till Bengt Colliander.
Efter studier i Halmstad blev Colliander student vid Lunds universitet 1897. Han avlade teologisk-filosofisk examen där 1898, teoretisk teologisk examen 1900 och praktisk teologisk examen 1901. Colliander prästvigdes för Härnösands stift 1902. Han blev kontraktsadjunkt i Norrbottens norra kontrakt 1903 och komminister i Holms församling 1908. Colliander blev kyrkoherde i Färlövs och Norra Strö församlingar 1917. Han erhöll rätt att övergå till Lunds stift 1926 och blev kontraktsprost i Östra Göinge 1936. Colliander blev ledamot av Vasaorden 1941. Han vilar på Färlövs kyrkogård.